# 壽陸橋

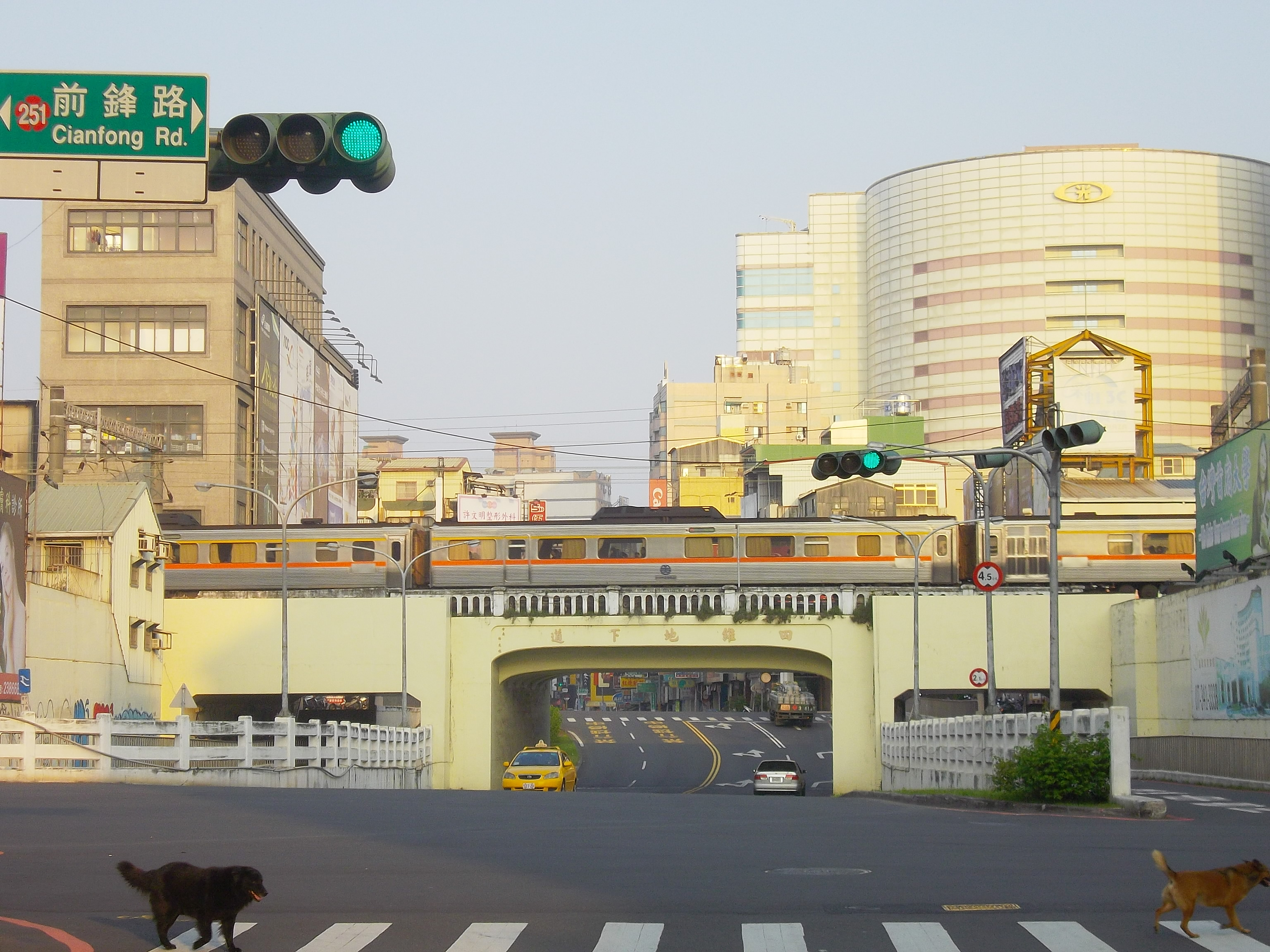
壽陸橋與四維地下道

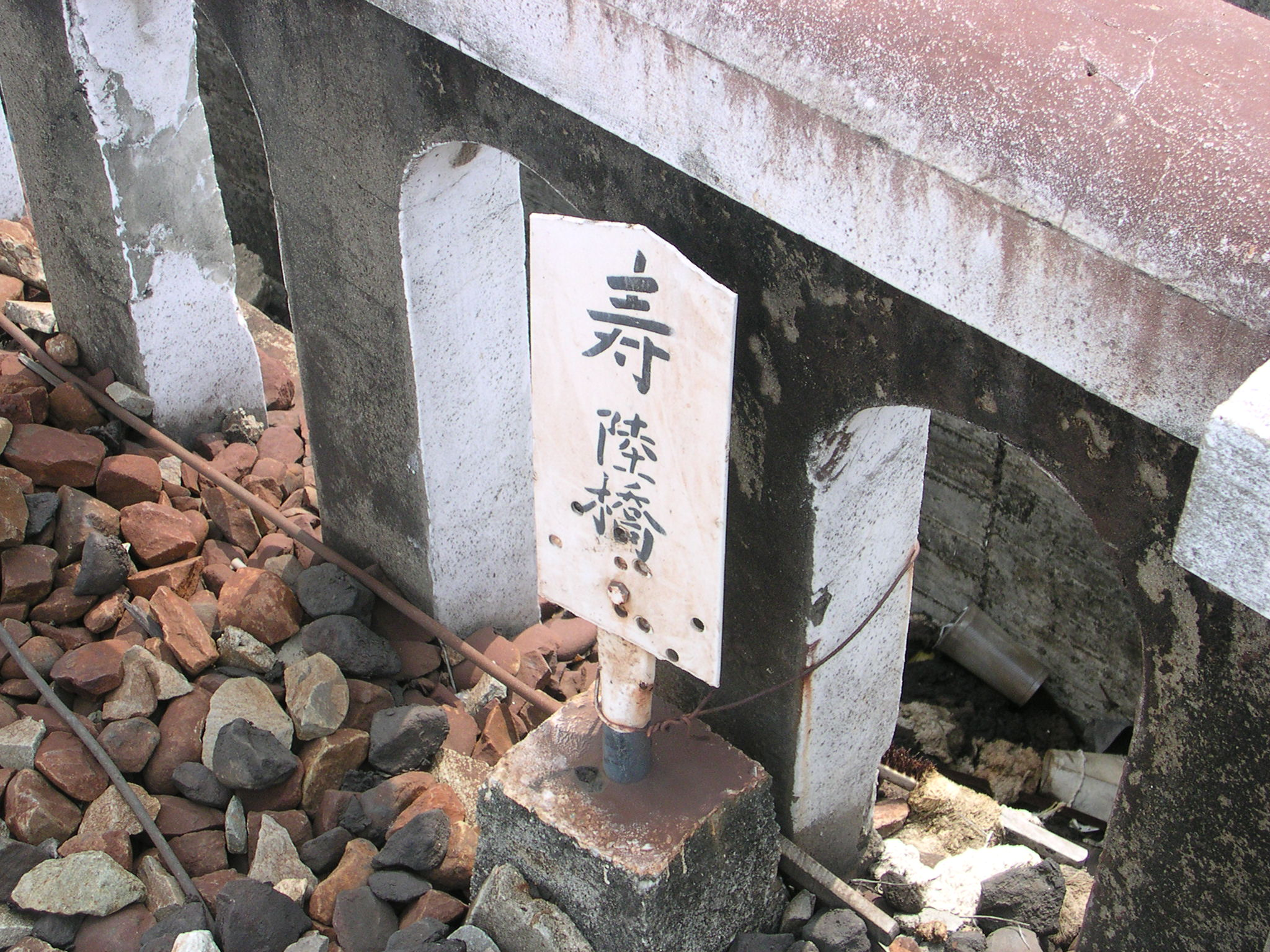
壽陸橋上的「寿陸橋」標示

22°59′40″N 120°12′45″E / 22.994444°N 120.212438°E壽陸橋為日治時期興建的一座鐵路陸橋，位於臺南市東區民族路的北門路與前鋒路之間，上方有台灣鐵路縱貫線行經，下方為提供人車通行的四維地下道。其計畫在台南鐵路地下化工程中被拆除。

## 沿革
1895年日本統治台灣後，除了改建原北部的清代鐵路以外，並自1899年起由南、北兩端建設縱貫線，南部路線由臺灣總督府鐵道部打狗出張所從打狗往北鋪設，1900年11月完成打狗～臺南段，在跨越德慶溪之處架設1孔40呎長的單線鐵路鋼鈑梁橋，名為「王宮溪橋」（或王官溪橋），係壽陸橋的前身。該橋於1900年5月21日開工、11月20日竣工，並隨著打狗～臺南路段於同年11月29日通車而啟用。
臺南市於1919年4月實施町名改正，北門路南段當時被稱為「壽町」。而在1900年即通車的台鐵縱貫線打狗～台南段，最初的鐵道為單線，臺灣總督府交通局鐵道部在1927年至1933年間將路線拓寬為雙線，並設置了鐵路陸橋，命名為「壽陸橋」。其下方過去有德慶溪由東向西流經，導致此處地勢較低，而周邊的街道紋理及牆面鵝卵石仍可做為昔日河道的證明。壽陸橋的鋼筋混凝土橋面、橋梁柱、橋面護欄的連續拱具有時代特色，其下方的道路在戰後稱為四維路，後來才改稱民族路一段，故此地下道稱為四維地下道。四維地下道大約在1970年代實施人車分流，在地下道兩側另開設機車及行人專用道，中間則是汽車通行。

## 拆除與保存
由於台南鐵路地下化工程計畫拆除壽陸橋，於是當地文史團體於2018年向臺南市文化局提報壽陸橋為文化資產。文資處於2019年1月評估壽陸橋未達法定文化資產價值基準，決議不列冊追蹤，建議未來的管理機關可將其納入工程景觀設計中。
後來民間團體二次提報，委員於2019年9月20日現勘判斷拱形欄杆為日治時期構件，但橋體、橋墩部分已難見原貌，將提送審議大會討論後，再決定是否列冊追蹤。
另一方面鐵路局也做出回應，南鐵東移地下化是在地下進行，壽陸橋是每日火車行駛的必經之橋，現在絶不可能拆除，也沒有因工程施工，而有拆除的必要性。
在2020年2月，送大會經委員討論後，決議列冊追蹤。

## 塗鴉專區
壽陸橋下方的四維地下道屬於台南市政府於2018年公告的「台南市塗鴉專區」之一，開放民眾自由創作，而市政府每四個月會將牆面刷白以提供更多版面。